# UCI-Trial-Weltcup 2019
Beim UCI-Trial-Weltcup 2019 wurden durch die Union Cycliste Internationale die Weltcupsieger im Trial ermittelt.

## Ablauf
Der Weltcup 2019 bestand aus drei Läufen:
- Salzburg: 5.–7. Juli
- Val di Sole: 23.–25. August
- Il Ciocco: 11.–13. Oktober

Schauplatz in Salzburg war der Residenzplatz. Der Weltcup von Val di Sole fand wie schon 2016 in Vermiglio statt. Im letzten Weltcup-Lauf, also in Il Ciocco, zählten die Punkte wie in den Vorjahren doppelt.
Eine wichtige Regeländerung war, dass das 2017 bei den Weltmeisterschaften eingeführte Punktesystem in den Weltcup übernommen wurde. Fortan war jede Sektion in sechs Sektoren unterteilt, und jeder fehlerfrei bewältigte Sektor zählte zehn Punkte. Erst 2023 wurde dieses System ins allgemeine Trial-Regelwerk aufgenommen.

## Männer 20 Zoll
In der 20-Zoll-Klasse gab es 77 Fahrer, von denen 68 in die Punkteränge kamen.
| # | Datum       | Ort         | Erster             | Zweiter            | Dritter            |
| - | ----------- | ----------- | ------------------ | ------------------ | ------------------ |
| 1 | 7. Juli     | Salzburg    | Alejandro Montalvo | Borja Conejos      | Dominik Oswald     |
| 2 | 25. August  | Val di Sole | Thomas Pechhacker  | Dominik Oswald     | Alejandro Montalvo |
| 3 | 13. Oktober | Il Ciocco   | Borja Conejos      | Alejandro Montalvo | Ion Areitio        |

Gesamtwertung
| Platz | Name               | Punkte |
| ----- | ------------------ | ------ |
| 1     | Borja Conejos      | 685    |
| 2     | Alejandro Montalvo | 660    |
| 3     | Thomas Pechhacker  | 545    |
| 4     | Dominik Oswald     | 490    |
| 5     | Ion Areitio        | 485    |
| 6     | Charlie Rolls      | 445    |

## Männer 26 Zoll
In der 26-Zoll-Klasse gab es 69 Teilnehmer, von denen 67 in die Punkteränge kamen. Damit hatte diese Klasse erstmals seit 2005 weniger Fahrer als die 20-Zoll-Klasse.
| # | Datum       | Ort         | Erster      | Zweiter        | Dritter          |
| - | ----------- | ----------- | ----------- | -------------- | ---------------- |
| 1 | 7. Juli     | Salzburg    | Jack Carthy | Nicolas Vallée | Vincent Hermance |
| 2 | 25. August  | Val di Sole | Jack Carthy | Nicolas Vallée | Joacim Nymann    |
| 3 | 13. Oktober | Il Ciocco   | Jack Carthy | Nicolas Vallée | Noah Cardona     |

Gesamtwertung
| Platz | Name             | Punkte |
| ----- | ---------------- | ------ |
| 1     | Jack Carthy      | 800    |
| 2     | Nicolas Vallée   | 640    |
| 3     | Vincent Hermance | 500    |
| 4     | Noah Cardona     | 465    |
| 5     | Joacim Nymann    | 450    |
| 6     | Oliver Widmann   | 410    |

## Frauen
Im Frauen-Weltcup gab es 21 Teilnehmerinnen.
| # | Datum       | Ort         | Erste            | Zweite           | Dritte            |
| - | ----------- | ----------- | ---------------- | ---------------- | ----------------- |
| 1 | 7. Juli     | Salzburg    | Vera Barón       | Nina Reichenbach | Manon Basseville  |
| 2 | 25. August  | Val di Sole | Nina Reichenbach | Manon Basseville | Alžběta Pečínková |
| 3 | 13. Oktober | Il Ciocco   | Vera Barón       | Nina Reichenbach | Manon Basseville  |

Gesamtwertung
| Platz | Name              | Punkte |
| ----- | ----------------- | ------ |
| 1     | Vera Barón        | 725    |
| 2     | Nina Reichenbach  | 680    |
| 3     | Manon Basseville  | 580    |
| 4     | Alžběta Pečínková | 445    |
| 5     | Irene Caminos     | 435    |
| 6     | Nadine Kåmark     | 405    |